# جورج وفريد ويزلي
فريد وجورج ويزلي (بالإنجليزية: Fred and George Weasley)‏ شخصيتان خياليتان وردتا في سلسلة هاري بوتر للمؤلفة البريطانية ج. ك. رولنغ.

## نبذة عنهما

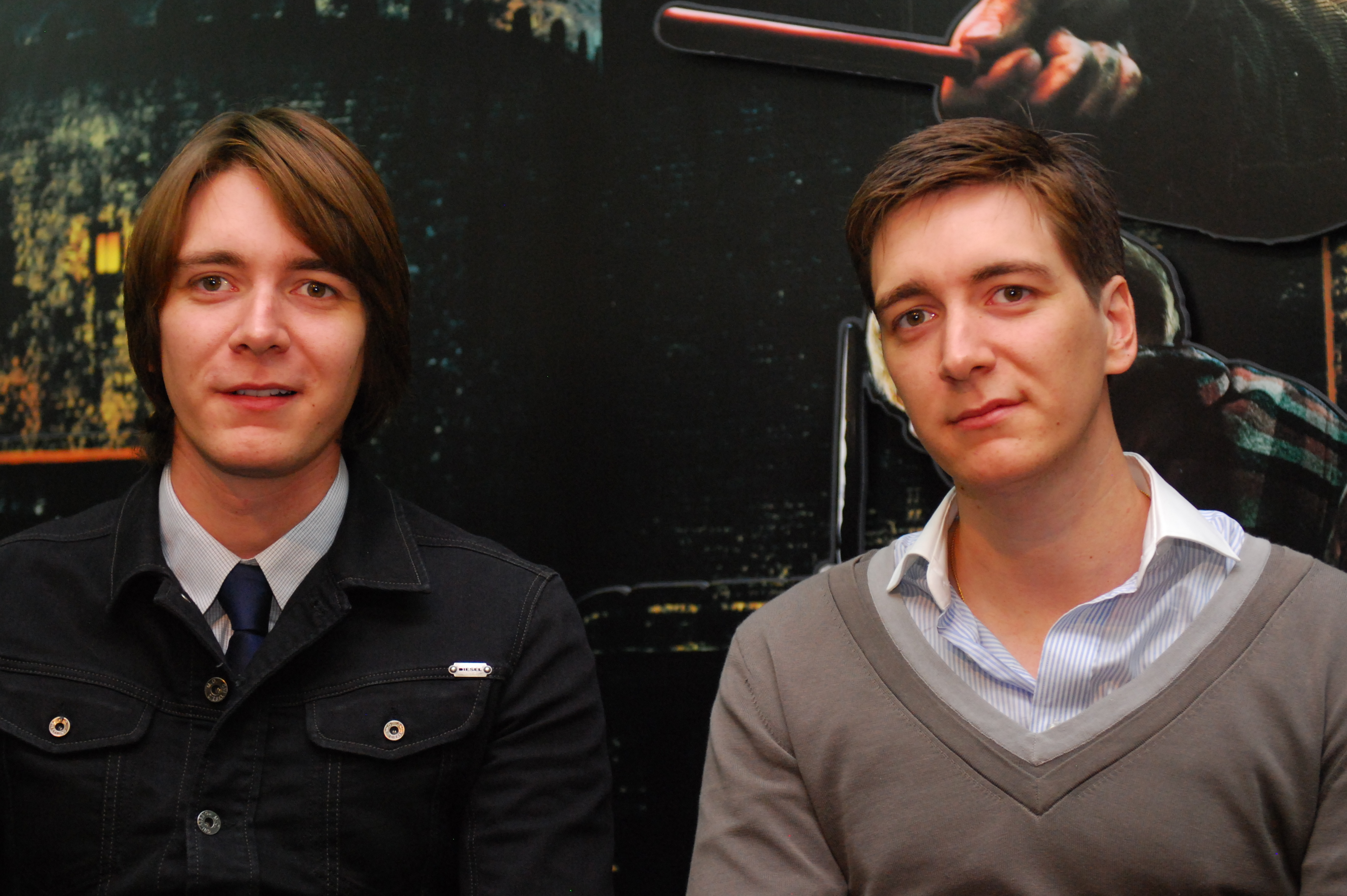
جيمس وأوليفر فيلبس عام 2011.

ولدا في 1 أبريل عام 1978م لآرثر ومولي ويزلي.
الإخوة الأصغر لبيل وتشارلي وبيرسي، وهما أكبر من رون وجيني.
يحبان المزاح وصُنع المقالب ويقعان كثيرا في المشاكل. صديقهم المقرب هو لي جوردن الذي يشبهما في حبه للمشاكل.
أيضا هما صديقان لهاري بوتر ويلعبان معه في فريق الكويدتش لغريفندور.
معاملة التؤام لهاري أفضل من معاملتهما لرون، فهما يحبان تعذيب رون وبيرسي وبالعكس علاقتهما جيدة مع جيني التي تشبههما في المظهر والشخصية.
كجميع أفراد عائلة ويزلي لهما شعر أحمر ناري.
أدى جورج وفريد العديد من الخدمات. مات فريد وفقد جورج إحدى اذنيه في الجزء الأخير هاري بوتر والمقدسات المميتة.
يتمتعان بشعبية كبيرة بين طلاب غريفندور وأبناء المنازل الأخرى وبعض الأساتذة . كما أنهما فتحا محل للمقالب والألعاب النارية السحرية.
أدى دور التوأم في سلسلة الأفلام التوأم جيمس وأوليفر فيلبس ومن السخرية أن التوأم في الفلم طويلان ونحيفان بينما التوأم وصفا في الرواية على أنهما بدينان وقصيرا القامة، وقد قام الممثلين بصبغ شعريهما باللون الأحمر من أجل الدور.